# Une valse dans les allées
Une valse dans les allées (In den Gängen) est un film allemand réalisé par  (de), sorti en 2018.

## Synopsis
Christian est embauché dans un supermarché et travaille avec Bruno au rayon des boissons. Il tombe sous le charme de Marion du rayon confiserie.

## Fiche technique
- Titre original : In den Gängen
- Titre français : Une valse dans les allées
- Réalisation : Thomas Stuber (de)
- Assistant réalisateur : Menno Sellschopp
- Scénario : Clemens Meyer et Thomas Stuber
- Direction artistique : Daniela Grömke
- Décors : Maria Klingner
- Costumes : Juliane Maier et Christian Röhrs
- Directeur de la photographie et cadreur : Peter Matjasko
- Montage : Kaya Inan (de)
- Son : Christoph Schilling
- Chef cascadeur : René Lay
- Producteurs : Fabien Maubach, Jochen Laube
- Production : Sommerhaus Filmproduktion
- Distribution : Zorro Filmverleih (Allemagne), KMBO (France)
- Pays d'origine : Allemagne
- Format : Couleurs - 35 mm - 1,78:1
- Genre : drame
- Durée : 125 minutes
- Dates de sortie :
  -  Allemagne : 23 février 2018 (Berlinale 2018), 24 mai 2018 (sortie nationale)
  -  France : 15 août 2018

## Distribution
- Franz Rogowski : Christian
- Sandra Hüller : Marion
- Peter Kurth : Bruno
- Henning Peker (de) : Wolfgang
- Ramona Kunze-Libnow (de) : Irina
- Matthias Brenner (de) : Jürgen
- Gerdy Zint : Tino
- Clemens Meyer : le mari de Marion
- Andreas Leupold (de) : Rudi
- Michael Specht (de) : Paletten-Klaus
- Steffen Scheumann (de) : Norbert
- Sascha Nathan (de) : Johnny
- Matthias Börner : un apprenti cariste
- Robert Carlo Ceder : un apprenti cariste

## Production

### Genèse et développement
Le film est l'adaptation de la nouvelle du même nom (In den Gängen) de Clemens Meyer, tirée du recueil Die Nacht, die Lichter, S. Fischer Verlag, Francfort-sur-le-Main paru le 12-2-2008, 272 pp.,  (ISBN 9783100486011).

## Accueil

### Accueil critique
En France, le site Allociné recense une moyenne des critiques presse de 3,8/5, et des critiques spectateurs à 3,3/5.
Pour Frédéric Strauss de Télérama, « au bord de l’asthénie, les personnages se révèlent néanmoins très attachants. Le couple formé par la vendeuse déprimée et le conducteur de chariot introverti est une vraie réussite, portée par les deux comédiens en vogue du cinéma allemand. ».
Pour Céline Rouden de La Croix, .

## Distinctions

### Récompenses
- Berlinale 2018 : Prix œcuménique[4].
- 68e cérémonie du Deutscher Filmpreis : Meilleur acteur pour Franz Rogowski.
- Prix du jury Festival des rencontres cinématographiques de Salon-de-Provence